# 黄缘金线鱼
黄缘金线鱼（学名：Nemipterus thosaporni）为金线鱼科金线鱼属的鱼类。分布于台湾东港等，主要生活于近海沙泥底。该物种的模式产地在泰国。